# Rallye San Remo 1985

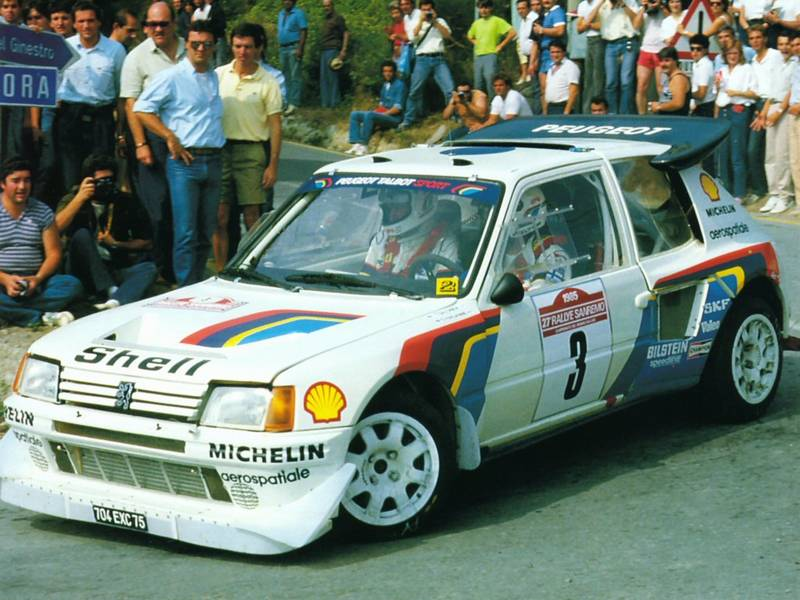
Rallye San Remo 1985 – Peugeot 205 (Timo Salonen)

Rallye San Remo 1985 byla desátou soutěží mistrovství světa v rallye 1985. Vítězem se stal Walter Röhrl s Audi Quattro S1.
Do vedení šel zpočátku Walter Röhrl s vozem Audi quattro S1. O to jej ale brzy připravil Bruno Saby na voze Peugeot 205 Turbo 16 E2. Na šotolinových úsecích se ale do vedení vrátil Röhrl následován novopečeným mistrem Timo Salonenem s dalším Peugeotem. Saby měl problémy s posilovačem a propadl se na třetí místo. Na čtvrté pozici jel Miki Biasion se soukromým vozem Lancia 037 Rally týmu Jolly Club. Pátý byl tovární jezdec lancie Markku Alen. Šestá byla druhá Lancia Jolly Clubu, kterou řídil Dario Cerato. Devátý byl lídr skupiny A Jochim Kleindt s vozem Volkswagen Golf II GTI. ve druhé etapě začal dominovat Röhrl, který navyšoval svůj náskok před Salonenem a Sabym. Za nimi bylo trio vozů Lancia v pořadí Biasion, Alen a Cerato. Do čela skupiny A se dostal Franz Wittmann s druhým Golfem a byl devátý celkově. Röhrl stále navyšoval svůj náskok. Navíc Salonena postihl defekt a propadl se na čtvrtou pozici. Kvůli jezdecké chybě se na páté místo propadl Saby. Na třetí pozici se dostal Alen. Cerato zůstával sedmý. Na pátém místě se původně držel Biasion, ale nakonec se před něj dostal Henri Toivonen. Za ním jel Saby, který se chtěl propracovat o několik pozic dopředu. Saby ale musel po problémech s pohonem odstoupit.

## Výsledky
1. Walter Röhrl, Geistdorfer - Audi Quattro S1
2. Timo Salonen, Harjanne - Peugeot 205 T16 E2
3. Henri Toivonen, Piironen - Lancia 037 Rally
4. Markku Alen, Kivimaki - Lancia 037 Rally
5. Dario Cerato, Cerri - Lancia 037 Rally
6. Miki Biasion, Siviero - Lancia 037 Rally
7. Del Zoppo, Tognana - Peugeot 205 T16 E2
8. Werner Grissmann, Patterman - Audi Quattro A2
9. Franz Wittmann, Ogrisek - Volkswagen Golf II GTI
10. Tchine, Gandolfo - Opel Manta 400